# Ейрикур Хауксон
Ейрикур Хауксон (на исландски: Eiríkur Hauksson, роден на 4 юли 1959 г. в Рейкявик) е исландски хеви метъл вокалист. Представлява Исландия на „Евровизия“ през 1986 г. и през 2007 г.

## Музикална кариера
Кариерата на Ейрикур като вокалист започва сериозно, когато песента Sekur, която той написва и изпълнява с исландската рок група Start, е избрана за исландска песен на годината през 1981 г. През 1984 г. метъл групата на Ейрикур – Drýsill – издава албума Welcome to the show, който излиза в 1000 копия.
През 1985 Ейрикур записва две песни, Gaggó Vest и Gull, написани от Гунар Тордарсон, които стават популярни в Исландия. Въпреки че интересът му върви към жанра хевиметъл, той участва в поп музикалната сцена в Исландия, участвайки в много групови усилия през 80-те години.[ неясно? ]
През 1988 Ейрикур се мести в Остфолд в Норвегия, за да стане вокалист на пауър метъл групата Artch. Като неин вокалист той е известен като Ерик Хоук. Първият ѝ албум, издаден през 1988 г., Another return (to Church Hill) получава голямо признание от списания като Kerrang (5 K от 5) и Metal Forces (100 от 100). Вторият албум на групата, For the sake of Mankind, е издаден през 1991 г. През 1993 г. Artch се разпада. През 1999 г. членовете ѝ се събират отново за годишнината на норвежкото списание Scream, провеждат няколко концерта, издават DVD, озаглавено Another Return: Live... and Beyond. Metal Blade Records ремастерира и преиздава двата албума на Artch през 2000 г.
Басистът на Artch, Бернт Янсен, е известен също като Флаш, басистът на Wig Wam. Чрез тази връзка Eiríkur изпълнява беквокали за Wig Wam.[ неясно? ]
Ейрикур е сред „националния отбор“ на Исландия от певци, които записват Hjálpum þeim, исландския еквивалент на Do They Know It's Christmas?.
През 1999 Ейрикур пее вокали в албума Soulburner на шведската мелодична дет метъл група Gardenian като гост.
През 2005 г. Ейрикур обикаля Европа като вокалист на групата на Кен Хенсли, наречена „Лайв Файър“. В края на 2007 г. Ейрикур става водещ вокалист на Magic Pie, норвежка прогресив рок група.

## Евровизия
През 1986 г. Исландия участва за първи път в конкурса и исландската нация за първи път е обхваната от треска за „Евровизия“. Ейрикур изпълнява три песни на финала на 15 март:
- Þetta gengur ekki lengur, написана от Ómar Halldórsson
- Gefðu mér gaum, написана от Gunnar Þórðarson и Ólafur Haukur Símonarson
- Mitt á milli Moskvu og Washington, написана от Рагнхилдур Гисладотир, Якоб Фриман Магнусон и Валгейр Гудйонсон

Победител за вечерта е песента Gleðibankinn, написана от Магнус Ейриксон и изпълнена от Палми Гунарсон. Тъй като това е първото участие на Исландия, решено е екип от изявени певци да бъде изпратен с песента в Берген. Ейрикур и Хелга Мьолер се присъединяват към Палми, образувайки вокалното трио. Исландците имат големи надежди за песента и официалните насоки предричат добро развитие, така че е голям шок, когато Gleðibankinn завършва на 16-о място само с 19 точки.
На следващата година Ейрикур изпълнява песента Lífið er lag, написана от Гунлаугр Брием и Фридрик Карлсон на националния финал на Исландия. Песента се класира на второ място, като Hægt og hljótt, изпълнена от Хала Маргрет, е изпратена в Брюксел. Като член на комбинираната исландска група Model Eiríkur записва Lífið er lag. Песента е издадена в едноименния албум на Model през 1987 г. и става хит в Исландия. 
През 1991 г. Ейрикур се установява в Норвегия. Норвегия не провежда национален финал тази година, но NRK се объща към четирима артисти, Ейрикур сред тях, и ги моли да представят на финалите в Рим. Този квартет участва под името Just 4 Fun с песента Mrs. Thompson. Музикантите се нареждат на 17-о място с 14 точки.
От 2004 г. Ейрикур е един от борда на специалисти по „Евровизия“, които представят и коментират песните на участниците в ESC пред скандинавските нации.
През 2007 г. Ейрикур изпълнява песента Ég les í lófa þínum, написана от Свейн Рунар Сигурсон и Кристиян Хрейнсон на исландските национали. Песента печели финала. Ейрикур представя Исландия на конкурса за песен на „Евровизия“ в Хелзинки през 2007 г. с песента, въпреки че е изпълнена на английски, под новото заглавие Valentine Lost.

## Дискография
| 1989 | Skot Í Myrkri Steinar | (CD) Steinsnar         |
| 2003 | Andrea Gylfadóttir, Björn Jörundur, Eiríkur Hauksson, Friðrik Ómar, Hera Hjartardóttir, Páll Rósinkranz, Ragnheidur Gröndal, Regína Ósk Óskarsdóttir, Stefán Hilmarsson, Sverrir Bergmann – Íslensk Ástarljóð - Gull Útgáfa | (2 CD) Steinsnar       |
| 2005 | Teeny, Bjørn Øyvind Bya, Jeanette Heidenstrøm, Eiríkur Hauksson, Glam (4) – Ingen Køddær Med Fredrikstad (FFK 2005) | (CD) Aristokraten      |
| 2006 | Páll Óskar, Margrét Eir, Eiríkur Hauksson – Horfðu til himins | (CD) FROST Music ehf   |
| 2007 | Valentine Lost | (CD) Fruit Holding Ehf |
| 2020 | Tales Of Live Fire & Other Mysteries | HNE Recordings Ltd     |